# Гагара (транспорт)
«Гагара» — парусный транспорт Черноморского флота Российской империи, разбившийся в 1830 году во время перехода из Евпатории в Севастополь.

## История службы
Транспорт «Гагара» был приобретён и включён в состав Черноморского флота России в 1819 году.
В кампании с 1820 по 1829 год нёс брандвахтенную службу в Севастополе и Евпатории.
В 1830 году также находился брандвахтой в Евпатории, в конце года вышел из Евпатории в Севастополь, однако во время перехода в ночь на 12 (24) декабря попал в шторм в Чёрном море. Сильным западным ветром был выбит из парусов и прижат к берегу недалеко от Евпатории. Экипажу удалось поставить судно на якоря, на которых транспорт продержался в течение трёх часов, однако всё же был с них сорван и к 7 утра был выброшен на отмель. В течение дня команде на плотах удалось переправиться на берег, командир покинул судно на утро следующего дня. Вскоре после крушения транспорт был полностью разбит волнами.
В результате проведённого по итогам крушения расследования командир судна лейтенант Г. Г. Рюмин был оправдан.

## Командиры судна
Командирами транспорта «Гагара» в разное время служили:
- Я. Я. Шостенко (1821 год);
- Г. И. Романович (1822 и 1826 годы);
- Н. И. Стафопуло (1823 год);
- лейтенант Г. Г. Рюмин (1830 год).